# Danay Suárez Fernández
Pour les articles homonymes, voir Suárez.
 (juin 2015).
Danay Suárez Fernández est une chanteuse de R&B et de rap cubain née en 1985 dans le quartier de Cerro à La Havane (Cuba).
En mai 2010, Danay s’est produite avec le groupe de hip-hop cubain Ogguere lors de la finale de la 8e édition du Festival international de Cocktail Grand Prix Havana Club à La Havane.
Danay vit actuellement dans la banlieue de Santa Fe, avec sa petite sœur et sa mère.

## Carrière
Danay Suárez Fernández est une artiste autodidacte. Adolescente, elle apprend la musique en écrivant des chansons dans sa chambre et en composant des mélodies avec son clavier MIDI. 
À l’âge de 15 ans, elle se produit pour la première fois au Théâtre National de La Havane, puis participe par la suite à de nombreux concerts organisés par l’Agence cubaine de rap - une organisation gouvernementale dont la vocation est de promouvoir la musique hip-hop à Cuba.
Pour enregistrer et produire sa première chanson intitulée Libre, Danay collabore avec Aldo, membre du célèbre duo de rap Los Aldeanos Elle collabore également sur quelques-unes de ses chansons, dont la célèbre La, la, la.
En 2007, Danay présente quelques-unes de ses compositions au célèbre chanteur et producteur de fusion cubaine, X-Alfonso, qui l’engage comme choriste. Leur collaboration dure encore aujourd’hui.

## Discographie
- Polvo de la humedad (2011)
- The Havana Cultura Sessions (2010)

## Référence
- http://www.havana-cultura.com